# Strap Me In
Strap Me In (с англ. — «Пристегни Меня») — двадцать третий в общем и второй с альбома Door to Door сингл американской рок-группы The Cars, вышедший 19 октября 1987 года на лейбле Elektra Records.

## Музыкальное видео
Как и на его предшественник, "You Are the Girl", на сингл "Strap Me In" было снято музыкальное видео. В клипе группа играла на бесплодной пустоши, в то время как пара ссорилась. Это также было последнее видео, снятое The Cars перед тем, как они распались, а следующее видео было снято на песню "Sad Song" в 2011 году.

## Выпуск и Приём
"Strap Me In" впервые была выпущена на альбоме Door to Door 25 августа 1987 года, открывая вторую сторону альбома. В сентябре 1987 года сингл "Strap Me In" также был выпущен в Америке (а также в Японии, Германии и Австралии) в качестве продолжения сингла "You Are the Girl", вошедшего в двадцатку лучших. Однако он не смог сравниться с успехом своего предшественника в чартах, сумев достичь лишь 85-й строчки в Billboard Hot 100, хотя и достиг 4-й строчки в чарте Billboard Mainstream Rock. Следующий сингл "Coming Up You" показал незначительные результаты, достигнув 74-го места в Америке.
"Strap Me In" был отмечен в примечаниях к Just What I Needed: The Cars Anthology как "выдающийся трек" из Door to Door, в котором также говорилось: ""Strap Me In" доказал, что [Рик] Окасек всё ещё может превратить автоматическую двусмысленность в лучшее из них".

## Список композиций
Слова и музыка всех песен — , а также вокал Рик Окасек.
| №  | Название                                   | Длительность |
| -- | ------------------------------------------ | ------------ |
| 1. | «Strap Me In» (с англ. — «Пристегни Меня») | 3:40         |

| №  | Название                                      | Длительность |
| -- | --------------------------------------------- | ------------ |
| 1. | «Door to Door» (с англ. — «От Двери к Двери») | 3:16         |

### 12" Сингл
| №  | Название                                   | Длительность |
| -- | ------------------------------------------ | ------------ |
| 1. | «Strap Me In» (с англ. — «Пристегни Меня») | 4:22         |

| №  | Название                                              | Длительность |
| -- | ----------------------------------------------------- | ------------ |
| 1. | «Door to Door» (с англ. — «От Двери к Двери»)         | 3:17         |
| 2. | «I’m Not the One» (с англ. — «Я Не Тот Единственный») | 4:07         |

## Участники записи
- Рик Окасек — вокал, гитара
- Бенджамин Орр — бэк-вокал, бас-гитара
- Грег Хоукс — бэк-вокал, клавишные
- Эллиот Истон — бэк-вокал, соло-гитара
- Дэвид Робинсон — бэк-вокал, ударные

## Чарты
| Чарт (1987)                     | Высшая позиция |
| ------------------------------- | -------------- |
| США (Billboard Hot 100)         | 85             |
| США (Billboard Mainstream Rock) | 4              |
| США (Cash Box Top 100 Singles)  | 84             |